# Брег (Жировниця)
Брег (словен. Breg) — поселення в общині Жировниця, Горенський регіон, Словенія. Висота над рівнем моря: 537 м.